# Китц, Мартин Емельянович

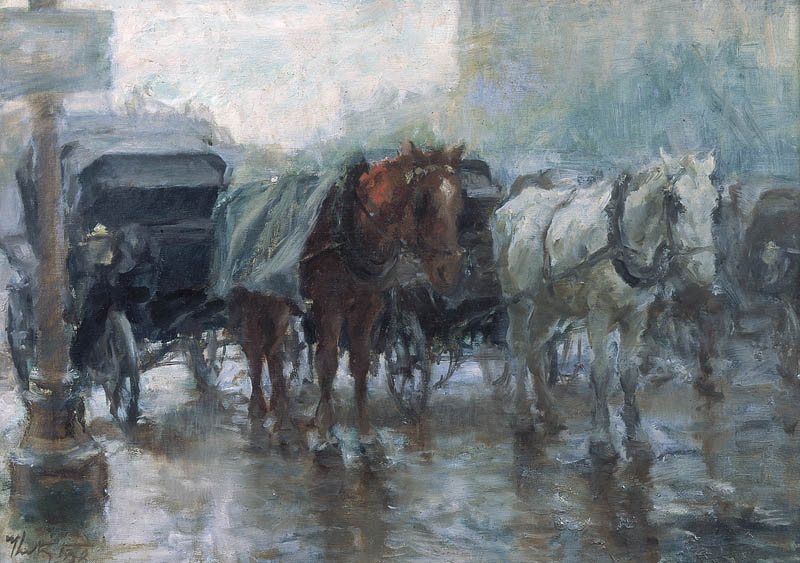
Мартин Китц. Дрожки под дождем. 1938 г.

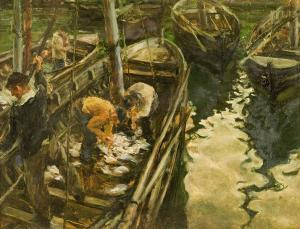
Мартин Китц. Удачный улов.

Мартин Емельянович Китц или Киц (пол. Marcin Kitz; 1891, Львов — 1943, Львов) — польский художник и график.

## Биография
Получил прекрасное художественное образование. Обучаться искусству живописи начал во Львове у С. Рейхана и С. Батовского. В 1919 −1920 годах продолжил в краковской академии изящных искусств у Игнацыя Пеньковского, а затем там же у Людвиги Мехоффер в свободной школе живописи и рисунка. Позже продолжил совершенствовать своё мастерство в классе видного художника импрессиониста Макса Либермана в Берлине. После чего, М. Китц совершил учебную поездку в Мюнхен и Вену. Много путешествовал по Европе: побывал во Франции, Италии, Испании и Голландии. Между 1939 и 1940 г. некоторое время находился в Москве. В 1940 году принимал участие в выставках, организованных в Москве, Харькове и Киеве.
Погиб во время немецкой оккупации Львова в 1943 году. За помощь скрывающимся евреям, был арестован и расстрелян фашистами.

## Творчество
М. Китц был очень активным художником. С 1923 года участвовал во многих выставках Общества любителей изящных искусств Львова и Кракова, в Варшаве и Познани. Имел ряд персональных выставок во Львове, Кракове и Варшаве.
Писал пейзажи, натюрморты, жанровые картины и портреты. Критики видели в его картинах связь с импрессионизмом, а в ранних работах отмечали влияние живописи Либермана.